# Hippocoon evadne
Hippocoon evadne är en stekelart som beskrevs av Mikhail Vasilievich Kozlov 1975. Hippocoon evadne ingår i släktet Hippocoon och familjen Stigmaphronidae. Inga underarter finns listade i Catalogue of Life.